# John Shelton Wilder
John Shelton Wilder, född 3 juni 1921 i Mason, Tennessee, död 1 januari 2010 i Memphis, Tennessee, var en amerikansk politiker som var Tennessees delstatssenator och viceguvernör i Tennessee åren 1971-2007,. Det var den längsta tiden någon innehaft ämbetet i USA.